# Leersia
Leersia Sw., 1788 è un genere di piante erbacee o arbustive della famiglia delle Poaceae.

## Etimologia
Il nome generico (Leersia) è stato dato in ricordo del botanico e farmacista tedesco Johann Daniel Leers (1727-1774). Il nome scientifico del genere è stato definito dal naturalista, botanico e tassonomista svedese Olof Peter Swartz (Norrköping, 21 settembre 1760 – Stoccolma, 19 settembre 1816) nella pubblicazione "Nova Genera & Species Plantarum seu Prodromus descriptionum Vegetabilium, maximam partem incognitorum quae sub itinere in Indiam Occidentalem annis 1783-87. - 1, 21. 1788" del 1788.

## Descrizione

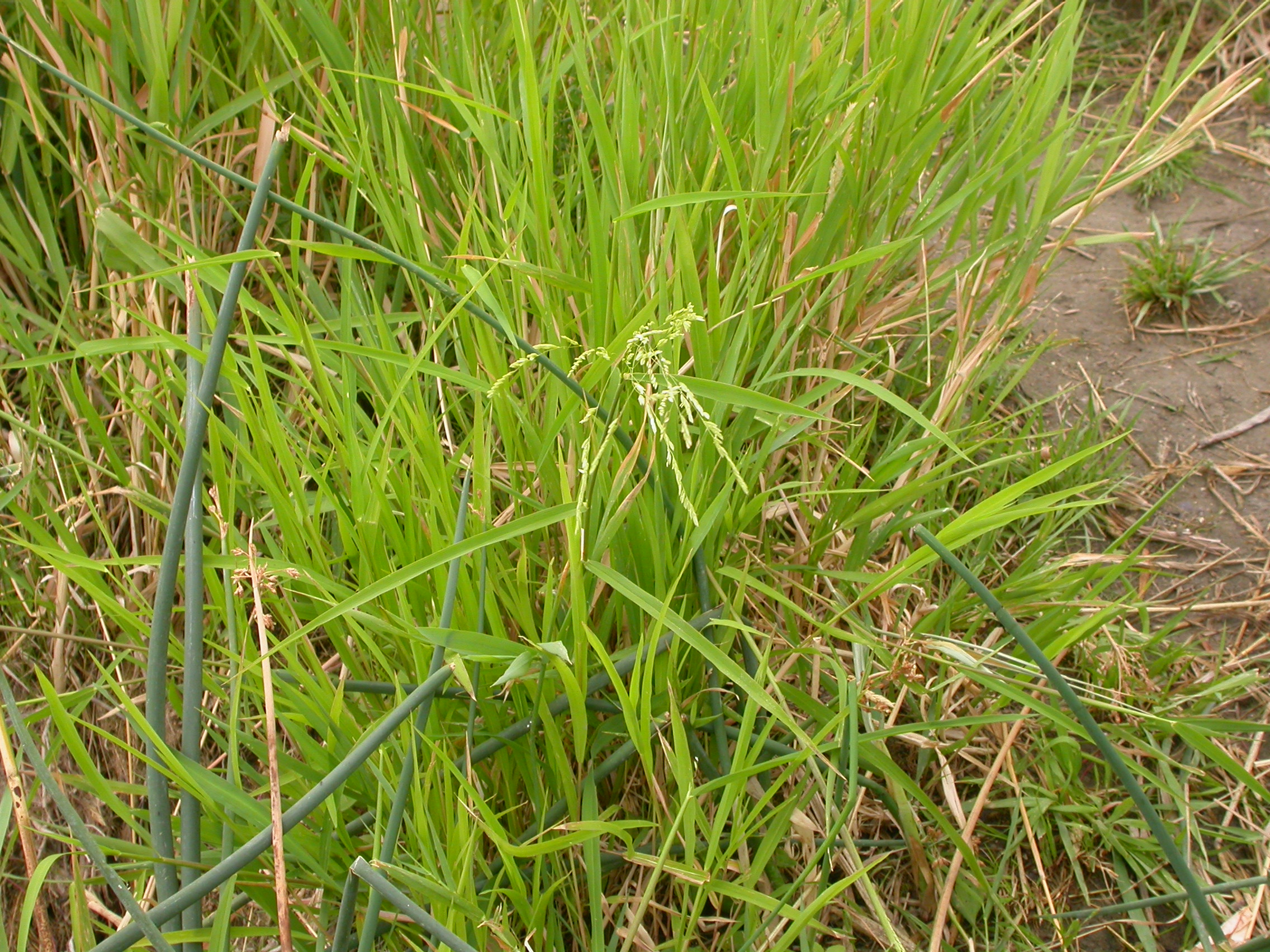
Il portamento
Leersia oryzoides

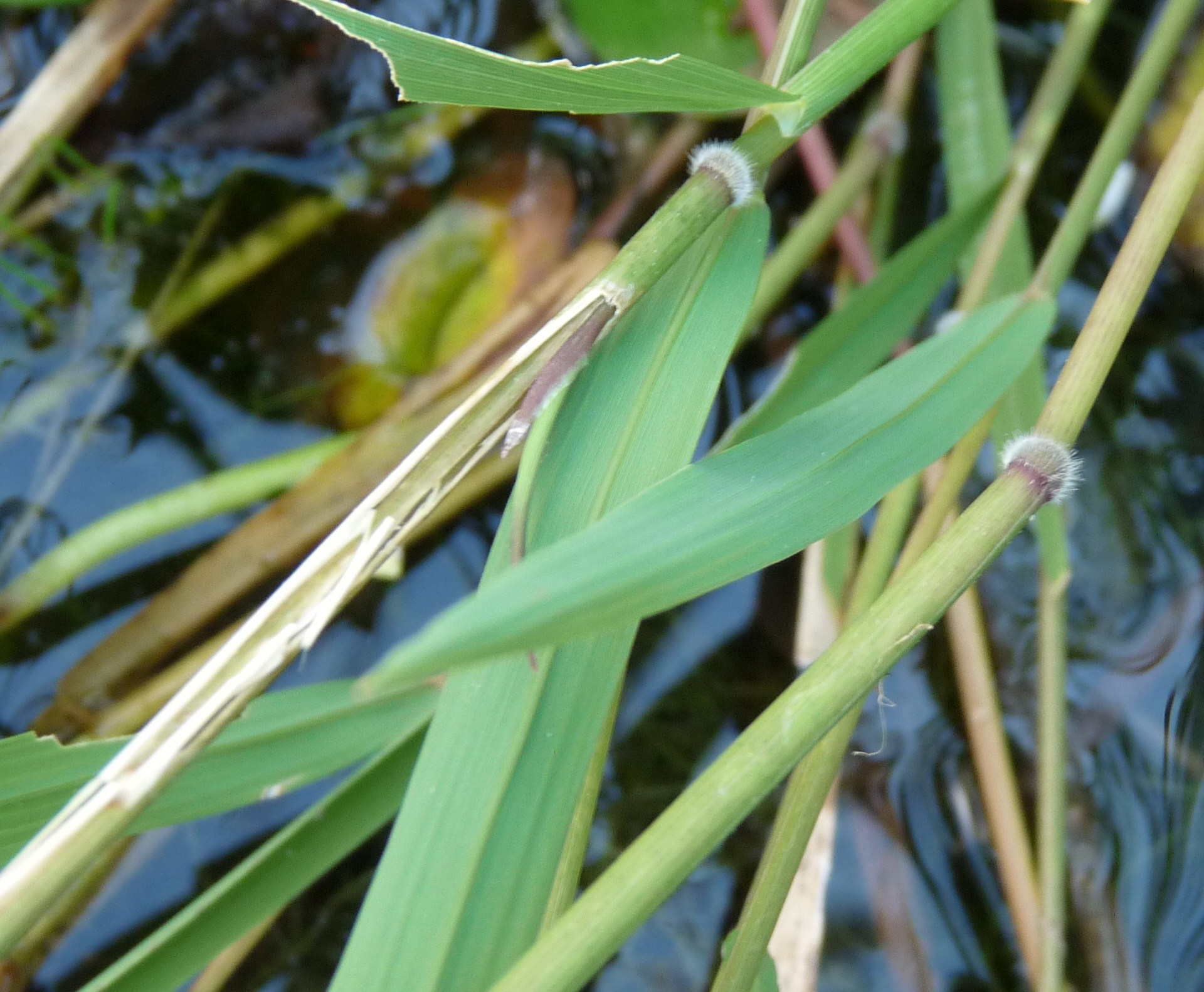
Le foglie
Leersia japonica

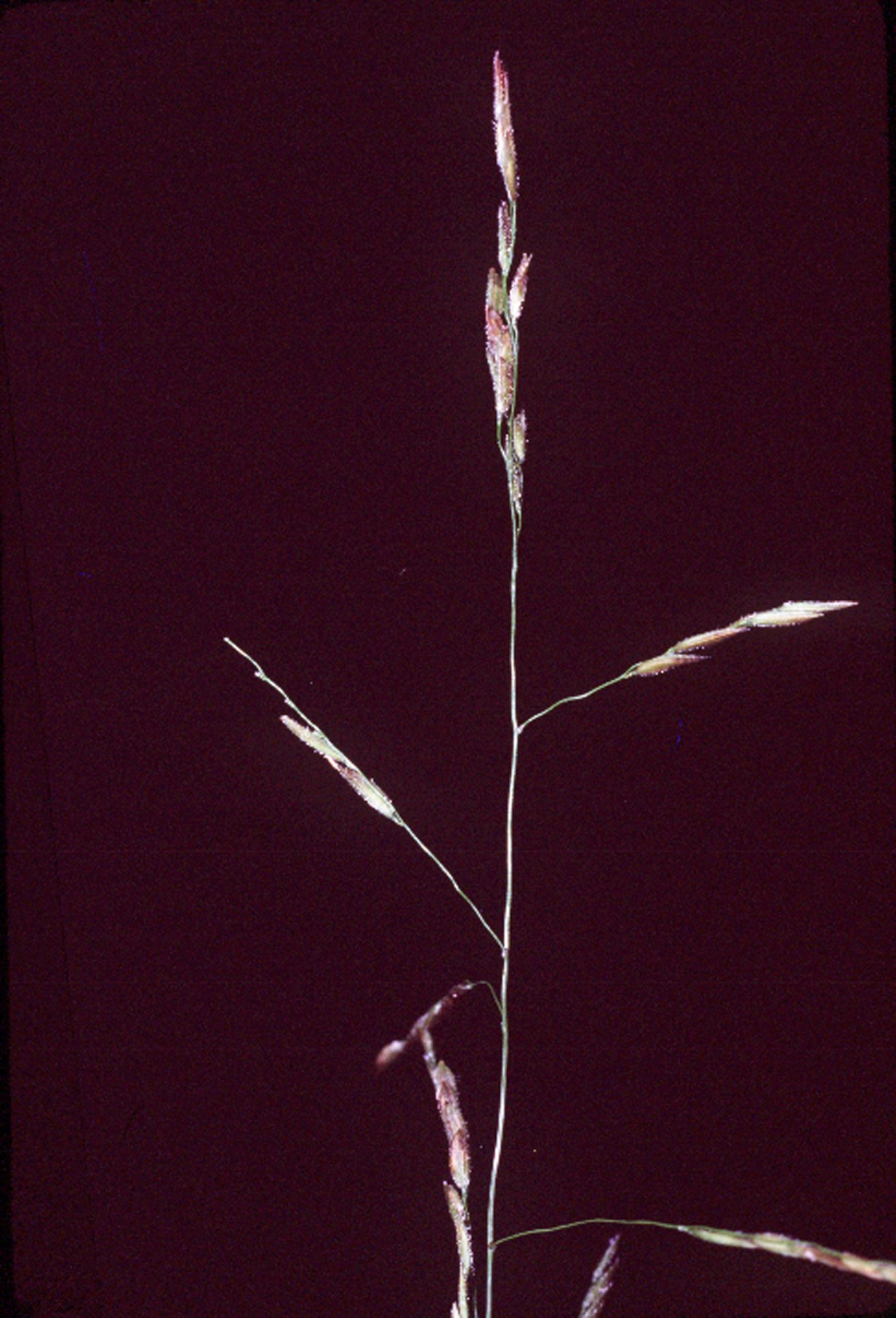
Infiorescenza
Leersia virginica

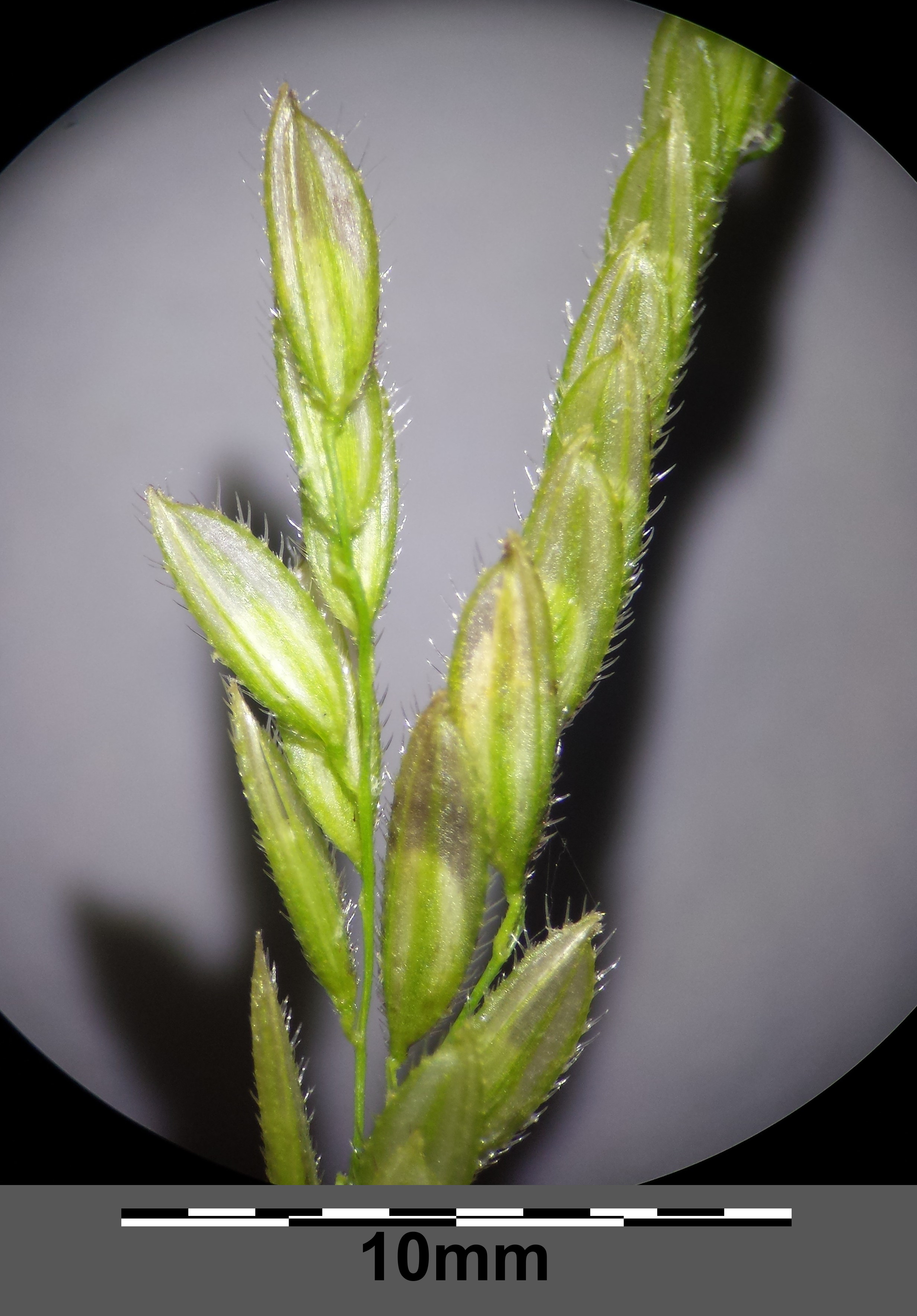
Le spighette
Leersia oryzoides

Le piante di questo genere sono alte al massimo 200 cm. La forma biologica prevalente è geofita rizomatosa (G rhiz), sono piante perenni erbacee che portano le gemme in posizione sotterranea; durante la stagione avversa non presentano organi aerei e le gemme si trovano in organi sotterranei come bulbi, tuberi e rizomi, fusti sotterranei dai quali, ogni anno, si dipartono radici e fusti aerei. Altre forme biologiche presenti: Elofita (He) ossia piante semi-acquatiche o palustri. Alcune specie sono stolonifere. Sono presenti anche cicli biologici annui. Queste piante sono prive di spine.

### Radici
Le radici sono secondarie da rizoma (se presente) e sono del tipo fascicolato.

### Culmo
- Parte ipogea: la parte sotterranea consiste in un brevi (o anche allungati) rizomi sottili.
- Parte epigea: la parte aerea del culmo è eretta o ascendente/genicolata (quella inferiore può essere strisciante, decombente, prostrata o fluttuante in presenza di acqua). Il culmo è erbaceo (non legnoso e quindi fragile) ed è suddiviso in nodi (da spugnosi a più o meno solidi e pubescenti) e internodi.

### Foglie
Le foglie, principalmente cauline, sono composte da una guaina (lunga più o meno come l'internodo), una ligula (tronca e a consistenza cartacea) e una lamina scabra (anche sui margini) con forme da lineari a lanceolate strette. La nervatura è di tipo parallelinervia. Nelle foglie sono presenti dei corpi di silice. 

### Infiorescenza
- Infiorescenza principale (sinfiorescenza o semplicemente spiga): le infiorescenze (ramificate; 1 - 3 rami per nodo) sono delle pannocchie aperte (non pelose) con forme da piramidali a ovali lasse spesso avvolte (parzialmente o completamente) nella guaina delle foglie superiori. I rami sono flessuosi e molto sottili.
- Infiorescenza secondaria (o spighetta): le spighette, con forme da ellittico-oblunghe, portate da rachille allungate e compresse lateralmente ma prive di estensioni, hanno un solo fiore ermafrodito, brevemente pedicellato sotteso da due brattee (un lemma e una palea) entrambe carenate, mutiche o con punta, cigliate sulla carena, percorse da 5 venature nel lemma e 3 venature nella palea. Le glume, alla base della spighetta spesso sono assenti. I lemmi sterili non sono presenti. Il colore della spighetta è biancastro con venature verdi. La disarticolazione è sul pedicello.

### Fiore
I fiori sono ermafroditi (bisessuali). In genere sono attinomorfi formati da 3 verticilli: perianzio ridotto, androceo  e gineceo.
- Formula fiorale:

- , P 2, A (1-)3(-6), G (2-3) supero, cariosside.

- Il perianzio in genere è ridotto e formato da due-tre lodicule, delle squame, poco visibili (forse relitto di un verticillo di 3 sepali). Le lodicule possono essere membranose, glabre o cigliate.

- L'androceo è composto da 1, 2, 3 o 6 stami ognuno con un breve filamento, una antera e due teche. Le antere sono basifisse con deiscenza laterale. Il polline è monoporato.

- Il gineceo è composto da 3-(2) carpelli connati formanti un ovario supero. L'ovario ha un solo loculo con un solo ovulo subapicale (o quasi basale). L'ovulo è anfitropo e semianatropo e tenuinucellato o crassinucellato. Lo stilo è unico con due stigmi papillosi.

### Frutti
I frutti sono del tipo cariosside, ossia sono dei piccoli chicchi oblunghi e indeiscenti nel quale il pericarpo è formato da una sottile parete che circonda il singolo seme. In particolare il pericarpo è fuso al seme e aderente. La forma è allungata e appiattita. L'endosperma è duro, è presente inoltre un ilo lineare allungato. L'embrione è provvisto di epiblasto. La fessura scutellare è assente. I margini embrionali della foglia si sovrappongono.

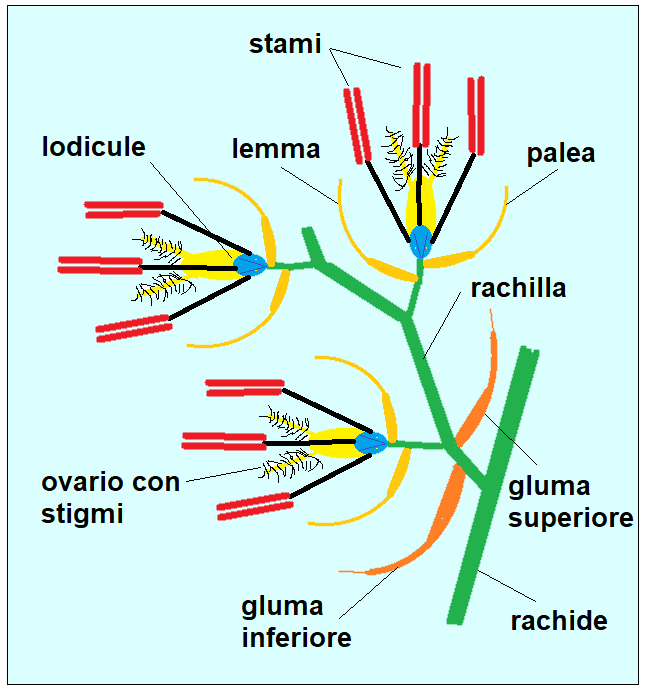
Spighetta generica con tre fiori

Dettagli morfologici
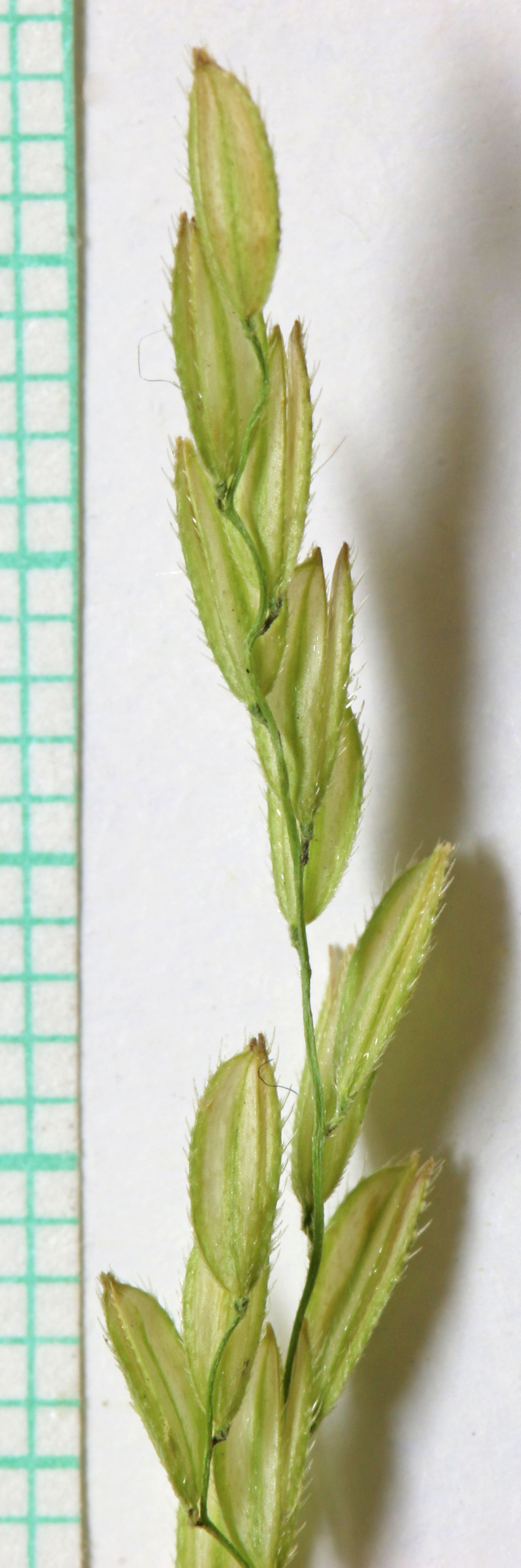
Spighette
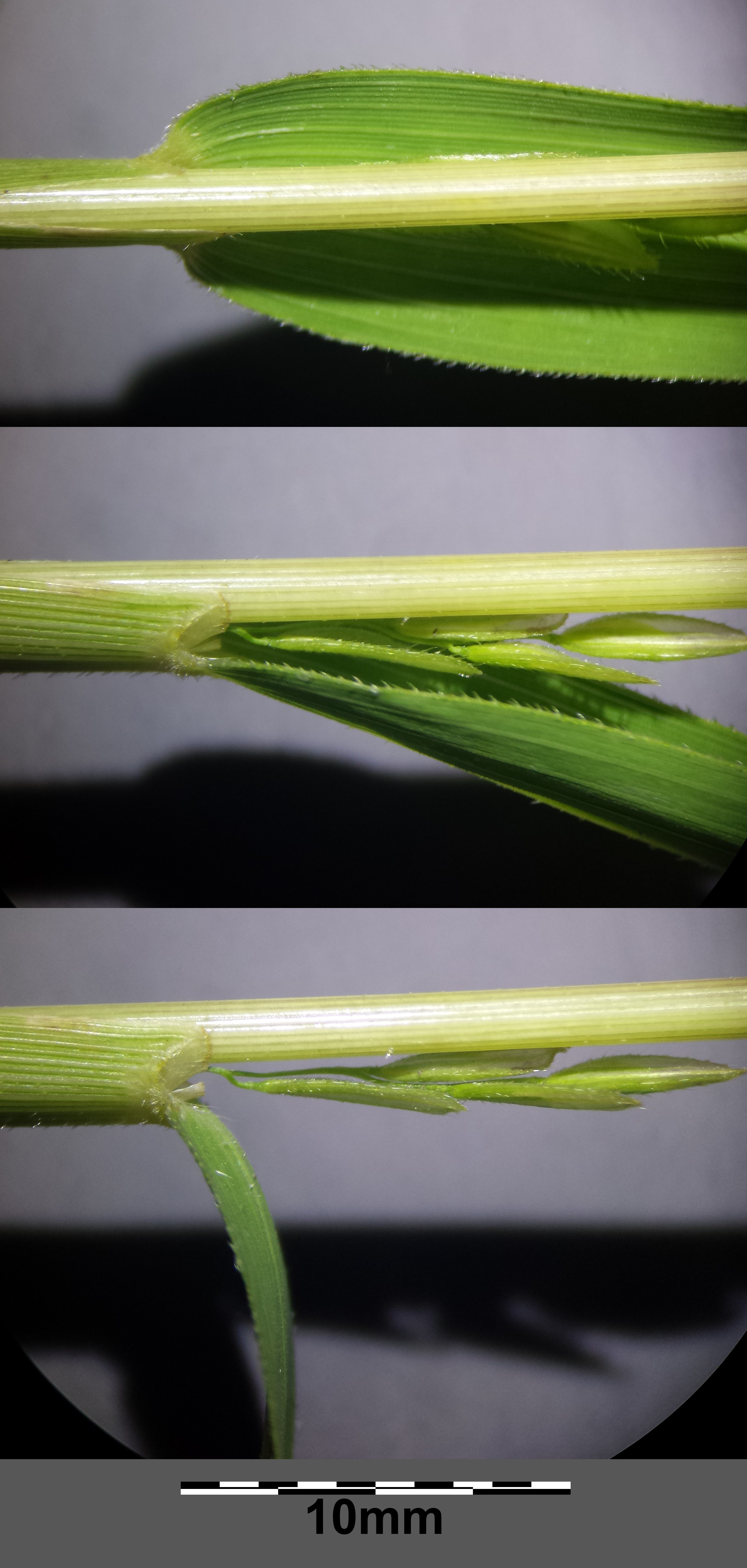
Guaina - Ligula- Lamina
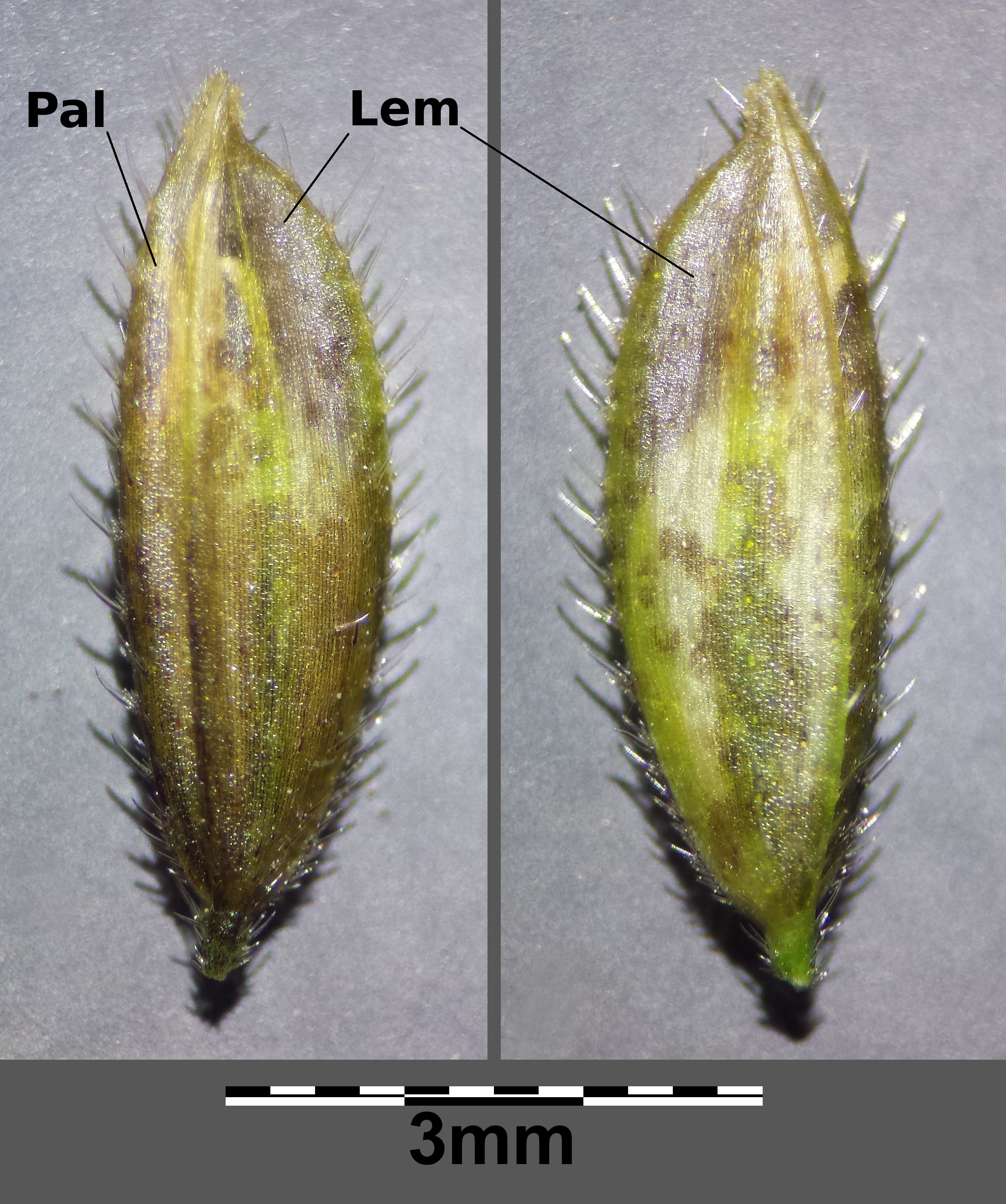
Palea - Lemma

## Biologia
In generale nelle Poaceae la fecondazione avviene fondamentalmente tramite l'impollinazione dei fiori per via  anemogama. Gli stigmi piumosi sono una caratteristica importante per catturare meglio il polline aereo. Alcune specie di questo genere possono avere fiori cleistogamici.
I semi cadendo a terra, dopo aver eventualmente percorso alcuni metri a causa del vento (dispersione anemocora) sono dispersi soprattutto da insetti tipo formiche (mirmecoria).

## Distribuzione e habitat
Il genere ha una distribuzione cosmopolita (Europa: 1 specie; Africa: 11 specie; Asia temperata: 4 specie; Asia tropicale: 3 specie; Australasia: 2 specie; Nord America: 6 specie; Sud America: 4 specie. - Alcune specie si trovano in più parti del mondo). L'habitat preferito sono le zone calde.
Solamente una specie Leersia oryzoides  presente sul territorio italiano si trova anche sulle Alpi. Qui di seguito sono elencati alcuni dati relativi all'habitat, al substrato e alla distribuzione di questa specie:.
Comunità vegetale: delle comunità delle megaforbie acquatiche.
Piani vegetazionali: planiziale, collinare e montano.
Substrato: sia calcareo che siliceo.
Livello pH: neutro.
Livello trofico: alto.
Umidità ambientale: bagnata.
Habitat:  l'habitat tipico per questa specie sono le rive dei ruscelli e fossi, canali, stagni e risaie; ma anche canneti e paludi.
Zona alpina: tutto l'arco alpino con discontinuità.

## Tassonomia
La famiglia delle Poacee comprende circa 800 generi e oltre 9.000 specie. È una delle famiglie più numerose e più importanti del gruppo delle monocotiledoni. La famiglia è suddivisa in 12 sottofamiglie, il genere Leersia fa parte della sottotribù Oryzinae (tribù Oryzeae - sottofamiglia Ehrhartoideae).

### Specie
Il genere comprende le seguenti specie:
- Leersia angustifolia Prodoehl, 1922
- Leersia denudata Launert, 1965
- Leersia drepanothrix Stapf, 1905
- Leersia friesii Melderis, 1946
- Leersia hexandra Sw., 1788
- Leersia japonica (Honda) Honda, 1930
- Leersia lenticularis Michx., 1803
- Leersia ligularis Trin., 1836
- Leersia monandra Sw., 1788
- Leersia nematostachya Launert, 1965
- Leersia oncothrix C.E.Hubb., 1934
- Leersia oryzoides (L.) Sw., 1788
- Leersia perrieri (A.Camus) Launert, 1965
- Leersia sayanuka Ohwi, 1938
- Leersia stipitata Bor, 1965
- Leersia tisserantii (A.Chev.) Launert, 1965
- Leersia triandra C.E.Hubb., 1936
- Leersia virginica Willd., 1797

### Specie europee e italiane
Sul territorio italiano è presente solamente una specie, Leersia oryzoides, nota come "riso selvatico": la pianta arriva ad una altezza di 3 - 20 dm; il ciclo biologico è perenne; la forma biologica è geofita rizomatosa (G rhiz); il tipo corologico è Subcosmopolita; l'habitat tipico per questa pianta sono le rive dei fossi, i canali, gli stagni e le risaie; in Italia è una specie comune (ma in via di estinzione) e si trova al Nord fino ad una altitudine di 300 m s.l.m.
In Europa e nell'areale del Mediterraneo sono presenti due specie:
- Leersia oryzoides (L.) Swartz., 1788 - Distribuzione: Europa completa, Anatolia e Transcaucasia.
- Leersia hexandra Swartz., 1788 - Distribuzione: Penisola Iberica, Africa mediterranea e Israele.

### Filogenesi
Il genere Leersia all'interno della sottotribù Oryzinae insieme al genere Prosphytochloa Schweick, 1961 occupa una posizione "basale" (entrambi formano un "gruppo fratello"). L'antenato di Leersia (comune con il genere Oryza) probabilmente si è sviluppato in Africa tropicale per poi disperdersi in modo indipendente nelle varie parti del mondo. La colonizzazione di Leersia nel Sud America probabilmente è passata attraverso il Nord America. Si stima che il genere Leersia si sia separato attorno ai 14 milioni di anni fa.
Sinapomorfie per questo genere sono:
- perdita dei lemmi sterili;

I numeri cromosomici per questo genere sono: 2n = 24, 48 e 60.
Il cladogramma seguente mostra la posizione filogenetica di alcune specie del genere (è indicata anche l'area di origine di ogni nodo dal quale si evidenzia l'origine africana del genere):
|                    | Leersia hexandra |
|                    | |
|                    | \| xxxNord_Americaxxx \| Leersia oryzoides \| \| \| Leersia oryzoides \| \| xxxSud_Africaxxx \| Leersia perrieri \| \| \| Leersia perrieri \| |
|                    | |
| xxxNord_Americaxxx | Leersia oryzoides |
|                    | Leersia oryzoides |
| xxxSud_Africaxxx   | Leersia perrieri |
|                    | Leersia perrieri |

| xxxNord_Americaxxx | Leersia oryzoides |
|                    | Leersia oryzoides |
| xxxSud_Africaxxx   | Leersia perrieri  |
|                    | Leersia perrieri  |

|                    | Leersia hexandra |
|                    | |
|                    | \| xxxNord_Americaxxx \| Leersia oryzoides \| \| \| Leersia oryzoides \| \| xxxSud_Africaxxx \| Leersia perrieri \| \| \| Leersia perrieri \| |
|                    | |
| xxxNord_Americaxxx | Leersia oryzoides |
|                    | Leersia oryzoides |
| xxxSud_Africaxxx   | Leersia perrieri |
|                    | Leersia perrieri |

| xxxNord_Americaxxx | Leersia oryzoides |
|                    | Leersia oryzoides |
| xxxSud_Africaxxx   | Leersia perrieri  |
|                    | Leersia perrieri  |